# Faith in the Future
A Faith in the Future Louis Tomlinson angol énekes és dalszerző második stúdióalbuma. 2022. november 11-én jelent meg a BMG Rights Management kiadón keresztül. Tomlinson a lemezt 2022. augusztus 31-én jelentette be, az első kislemez, a Bigger Than Me másnap jelent meg.
A lemezt méltatták és kritizálták a zenekritikusok, különböző értékeléseket adtak az albumnak.

## Háttér
A Walls album megjelenése után Tomlinson 2020 júliusában bejelentette, hogy már elkezdett dolgozni második lemezén. 2022 augusztusában megerősítette, hogy az album elkészült és novemberben jelenik meg. Elmondása szerint sokkal jobban élvezte ennek az albumnak a felvételét, mint a Walls-t.

## Számlista
| Faith in the Future | Faith in the Future              | Faith in the Future                                              | Faith in the Future   | Faith in the Future | Faith in the Future | Faith in the Future | Faith in the Future | Faith in the Future | Faith in the Future |
|                     | Cím                              | Szerző(k)                                                        | Producer(ek)          | Hossz               |                     |                     |                     |                     |                     |
| ------------------- | -------------------------------- | ---------------------------------------------------------------- | --------------------- | ------------------- | ------------------- | ------------------- | ------------------- | ------------------- | ------------------- |
| 1.                  | The Greatest                     | Louis Tomlinson James Vincent McMorrow Jay Mooncie Frederik Ball | McMorrow Mooncie Ball | 3:01                |                     |                     |                     |                     |                     |
| 2.                  | Written All Over Your Face       | Tomlinson Robert Harvey George Tizzard Rick Parkhouse            | Red Triangle          | 2:40                |                     |                     |                     |                     |                     |
| 3.                  | Bigger Than Me                   | Tomlinson Harvey Tizzard Parkhouse                               | Mike Crossey          | 3:41                |                     |                     |                     |                     |                     |
| 4.                  | Lucky Again                      | Tomlinson McMorrow Mooncie Ball                                  | Crossey               | 3:27                |                     |                     |                     |                     |                     |
| 5.                  | Face the Music                   | Tomlinson Dave Gibson                                            | Red Triangle          | 2:48                |                     |                     |                     |                     |                     |
| 6.                  | Chicago                          | Tomlinson Gibson                                                 | Red Triangle          | 3:52                |                     |                     |                     |                     |                     |
| 7.                  | Common People                    | Tomlinson McMorrow Mooncie Ball                                  | McMorrow Mooncie Ball | 2:58                |                     |                     |                     |                     |                     |
| 8.                  | Out of My System                 | Tomlinson Gibson Nicolas Rebscher                                | Rebscher              | 2:17                |                     |                     |                     |                     |                     |
| 9.                  | Angels Fly                       | Tomlinson Harvey Tizzard Parkhouse                               | Red Triangle          | 3:37                |                     |                     |                     |                     |                     |
| 10.                 | Saturdays                        | Tomlinson Theo Hutchcraft David Sneddon Joseph Cross             | Cross                 | 4:24                |                     |                     |                     |                     |                     |
| 11.                 | Silver Tongues                   | Tomlinson Hutchcraft Sneddon Cross                               | Joe Cross             | 3:25                |                     |                     |                     |                     |                     |
| 12.                 | She Is Beauty We Are World Class | Tomlinson Hutchcraft Sneddon Cross                               | Cross                 | 3:39                |                     |                     |                     |                     |                     |
| 13.                 | All This Time                    | Tomlinson McMorrow Mooncie Ball                                  | Ball Mooncie McMorrow | 2:55                |                     |                     |                     |                     |                     |
| 14.                 | That’s the Way Love Goes         | Tomlinson Harvey Tizzard Parkhouse                               | Red Triangle          | 2:30                |                     |                     |                     |                     |                     |
| 45:14               |                                  |                                                                  |                       |                     |                     |                     |                     |                     |                     |

| Deluxe | Deluxe                   | Deluxe                             | Deluxe                | Deluxe | Deluxe | Deluxe | Deluxe | Deluxe | Deluxe |
|        | Cím                      | Szerző(k)                          | Producer(ek)          | Hossz  |        |        |        |        |        |
| ------ | ------------------------ | ---------------------------------- | --------------------- | ------ | ------ | ------ | ------ | ------ | ------ |
| 7.     | All This Time            |                                    |                       | 2:56   |        |        |        |        |        |
| 9.     | Headline                 |                                    |                       | 2:53   |        |        |        |        |        |
| 13.    | Common People            | Tomlinson McMorrow Mooncie Ball    | McMorrow Mooncie Ball | 2:58   |        |        |        |        |        |
| 14.    | Angels Fly               | Tomlinson Harvey Tizzard Parkhouse | Red Triangle          | 3:37   |        |        |        |        |        |
| 15.    | Holding Onto Heartache   |                                    |                       | 3:30   |        |        |        |        |        |
| 16.    | That’s the Way Love Goes | Tomlinson Harvey Tizzard Parkhouse | Red Triangle          | 2:30   |        |        |        |        |        |
| 51:37  |                          |                                    |                       |        |        |        |        |        |        |

| Target Exclusive | Target Exclusive                           | Target Exclusive                   | Target Exclusive | Target Exclusive | Target Exclusive | Target Exclusive | Target Exclusive | Target Exclusive | Target Exclusive |
|                  | Cím                                        | Szerző(k)                          | Producer(ek)     | Hossz            |                  |                  |                  |                  |                  |
| ---------------- | ------------------------------------------ | ---------------------------------- | ---------------- | ---------------- | ---------------- | ---------------- | ---------------- | ---------------- | ---------------- |
| 15.              | Paradise                                   |                                    |                  | 3:34             |                  |                  |                  |                  |                  |
| 16.              | Holding Onto Heartache                     |                                    |                  | 3:30             |                  |                  |                  |                  |                  |
| 17.              | vCopy Of A Copy Of A Copy (Live from Lima) |                                    |                  | 4:12             |                  |                  |                  |                  |                  |
| 18.              | That’s the Way Love Goes                   | Tomlinson Harvey Tizzard Parkhouse | Red Triangle     | 2:30             |                  |                  |                  |                  |                  |
| 59:23            |                                            |                                    |                  |                  |                  |                  |                  |                  |                  |

## Kiadások
| Régió       | Dátum              | Kiadás         | Formátum                     | Kiadó | For.                        |
| ----------- | ------------------ | -------------- | ---------------------------- | ----- | --------------------------- |
| Világszerte | 2022. november 11. | eredeti deluxe | CD LP magnókazetta           | BMG   | [ 12 ] [ 13 ] [ 14 ] [ 15 ] |
| Világszerte | 2022. november 11. | eredeti deluxe | digitális letöltés streaming | BMG   | [ 16 ]                      |